# John Boyd Orr
Pour les articles homonymes, voir John Boyd, Boyd et Orr.
John Boyd-Orr, 1er baron Boyd-Orr, né le 23 septembre 1880 à Kilmaurs (Ayrshire) et mort le 25 juin 1971 à Glasgow), est un médecin, physiologiste et nutritionniste britannique.

## Biographie
En 1915, il épouse Elizabeth Pearson Callum (1881-1980).
Médecin, John Boyd Orr est directeur général de l'Organisation des Nations unies pour l'alimentation et l'agriculture (FAO) de 1945 à 1948 et président du Conseil national pour la paix et de l'Union mondiale des organisations pour la paix.
Il reçoit le prix Nobel de la paix en 1949 et, depuis, il est considéré comme un précurseur par les partisans de la citoyenneté mondiale.